# Tirreno-Adriático 1982
La XVII edición del Tirreno-Adriático se disputó entre el 13 y el 18 de marzo de 1982 con un recorrido de 819 kilómetros con salida en Cerenova Constantica y llegada a San Benedetto del Tronto. El ganador de la carrera fue el italiano Giuseppe Saronni del Del Tongo.

## Etapas
| Etapa   | Fecha       | Recorrido                                  | km    | Ganador          | Líder            |
| ------- | ----------- | ------------------------------------------ | ----- | ---------------- | ---------------- |
| Prólogo | 13 de marzo | Cerenova Constantica - C.Constantica (CRI) | 7,7   | Gerrie Knetemann | Gerrie Knetemann |
| 1ª      | 14 de marzo | Cerenova Constantica - Chianciano Terme    | 199,0 | Giuseppe Saronni | Gerrie Knetemann |
| 2ª      | 15 de marzo | Chianciano Terme - Gubbio                  | 198,0 | Giuseppe Saronni | Giuseppe Saronni |
| 3ª      | 16 de marzo | Gubbio - Monte San Pietrangeli             | 186,0 | Greg Lemond      | Greg Lemond      |
| 4ª      | 17 de marzo | S.B del Tronto - S.B del Tronto (CRI)      | 18,0  | Gerrie Knetemann | Gerrie Knetemann |
| 5ª      | 18 de marzo | Grottammare - S.B del Tronto               | 211,0 | Gregor Braun     | Giuseppe Saronni |

## Clasificaciones finales

### General
| Posición | Ciclista            | Equipo               | Tiempo      |
| -------- | ------------------- | -------------------- | ----------- |
| 1        | Giuseppe Saronni    | Del Tongo            | 21h 47' 22" |
| 2        | Gerrie Knetemann    | TI-Raleigh           | + 07"       |
| 3        | Greg Lemond         | Renault              | + 27"       |
| 4        | Francesco Moser     | Famcucine-Campagnolo | + 29"       |
| 5        | Gregor Braun        | Capri Sonne          | + 1' 02"    |
| 6        | Daniel Willems      | Boule d'Or           | + 1' 21"    |
| 7        | Theo De Rooy        | Capri Sonne          | + 1' 22"    |
| 8        | Daniel Gisiger      | Hoonved-Bottecchia   | + 1' 41"    |
| 9        | Marcel Russenberger | Cilo-Aufina          | + 1' 54"    |
| 10       | Silvano Contini     | Bianchi-Piaggio      | + 1' 58"    |